# ماکروکتون

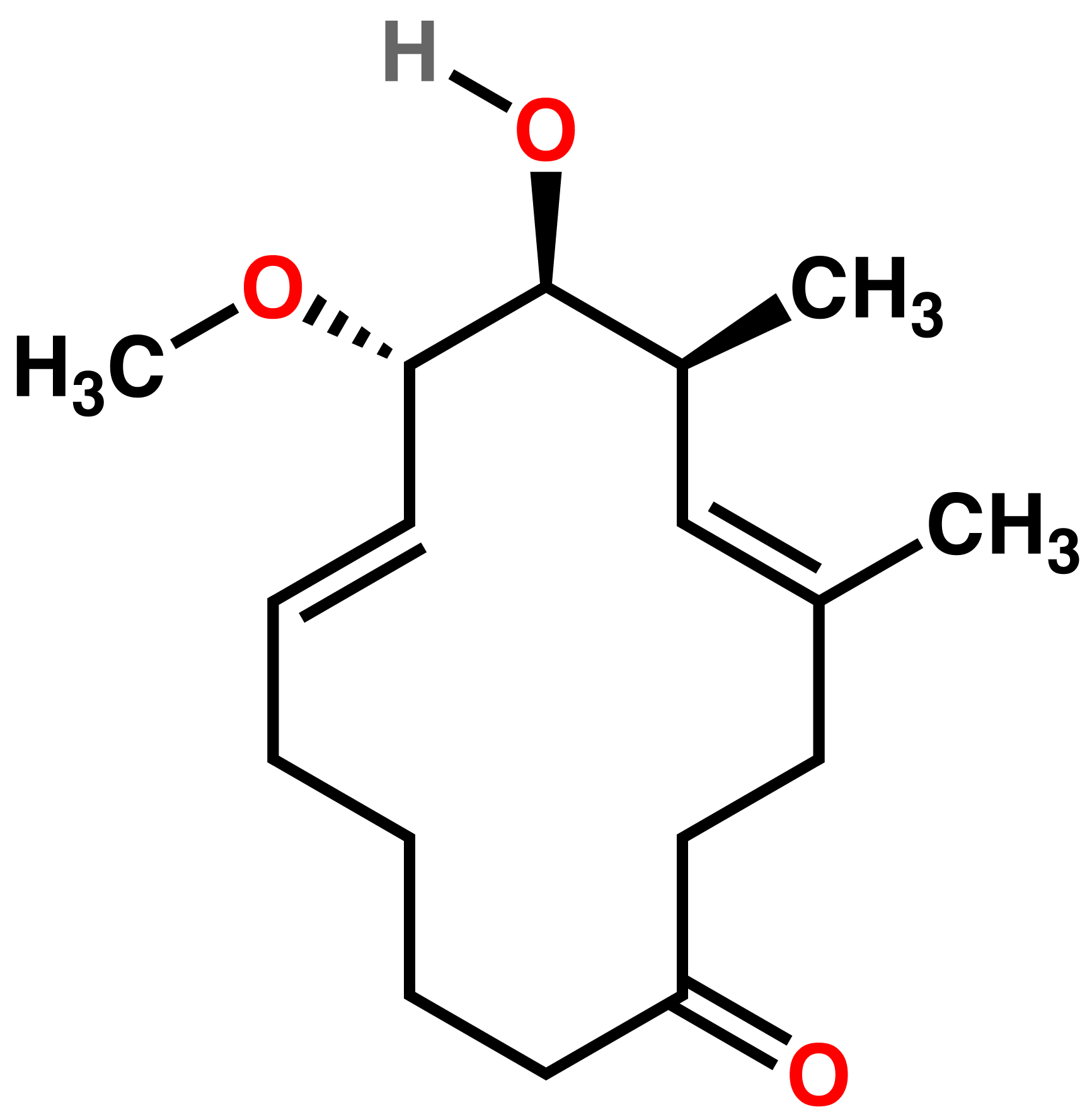
ماکروکتون

ماکروکتون (به انگلیسی: Macroketone) با فرمول شیمیایی C۱۷H۲۸O۳ یک ترکیب شیمیایی با شناسه پاب‌کم ۴۵۱۰۰۵۰۷ است. که جرم مولی آن ۲۸۰٫۴۰۲۴۲ g/mol می‌باشد. 